# Freecycle
Freecycle è un progetto di riutilizzo dei beni. In alternativa alle discariche, dove gli oggetti usati vengono stoccati o bruciati, Freecycle promuove il regalo di tutto quello che può essere riutilizzato e riciclato, attraverso dei centri di distribuzione in tutto il mondo.

Ideata da Deron Beal, un ambientalista dell'Arizona (USA), che nel 2003 creò una mailing list per vecchi oggetti, l'organizzazione è cresciuta fino a contare più di 51 paesi e coinvolgendo più di un milione e mezzo di persone attive in 4.834 gruppi.
Il Freecycle Network è aperto a chiunque, ed ha sedi in tutto il mondo. In Italia, al momento, è presente a:
- Aosta
- Asti
- Bari
- Bologna
- Brescia
- Cagliari
- Cividale del Friuli
- Cossato
- Firenze
- Genova
- Ivrea
- Lecce
- Livorno
- Milano
- Napoli
- Roma
- Savona
- Teramo
- Torino
- Vicenza
- Zagarolo

La regola principale è:
"Everything posted must be free, legal, and appropriate for all ages" ossia "tutto deve essere gratuito, legale e adatto a tutte le età".

## Il "freecycling"
Nonostante le controversie anche legali relative al nome "Freecycle", di cui il network fondato da Beal ha -invano- tentato in più occasioni di appropriarsi univocamente (l'unica proprietà intellettuale che può legalmente rivendicare è il logo grafico, ma non la parola in sé), il concetto di "freecycling" è di pubblico dominio, e si tratta di un nome contratto formato dalle espressioni inglesi "free" (gratuito), e "recycling" (riciclo); consiste proprio nell'attività di cedere, ed acquisire, a titolo completamente gratuito, degli oggetti ancora utilizzabili di cui l'attuale proprietario vuole disfarsi, in modo che il loro ciclo vitale prosegua, e si eviti da una parte di affollare le discariche con rifiuti di valore, e dall'altra di alimentare il ciclo produttivo industriale necessario a immettere sul mercato nuovi esemplari, di fatto riducendo l'impatto ambientale dello smaltimento per ben due volte.